# Botevgrad
Botevgrad (bugarski: Ботевград) ; do 1934. godine zvao se Orhanije (Орхание), a do 1866. godine Samundžijevo (Самунджиево). To je grad u zapadnoj Bugarskoj u Oblasti Sofija. Botevgrad je udaljen 47 km od glavnog grada Sofije. Simbol grada, koji se nalazi i na grbu je Toranj sa satom.

## Zemljopisne osobine
Botevgrad i njegova predgrađa nalaze se u eliptičnoj dolini veličine -  5,066 km². Općina Botevgrad uključuje zapadne dijelove planinskog masiva Balkan, planine; Ražana, Murgaš(najviši vrh 1687 m), Bilo i Goljama Planina i dio sjevernog Balkana. Pored grada nalazi se planinski prijevoj - Vitinja, koji spaja sjevernu s južnom Bugarskom.

## Šport
Botevgrad ima odličnu košarkašku momčad, jednu od najboljih u Bugarskoj i na Balkanu. Grad ugošćuje i nogometni klub  Balkan Botevgrad. 

## Kulturni objekti
- Povijesni muzej u Botevgradu

## Vjerski objekti
Godine 2005. sagrađena je crkva posvećena Uznesenju Blažene Djevice Marije.

## Vanjske poveznice
- Službene stranice Općine Botevgrad
- Novosti iz Botevgrada  Arhivirana inačica izvorne stranice od 3. prosinca 2020. (Wayback Machine)
- Portal Botevgrada
- Slike iz Botevgrada
- Panoramske slike Botevgrada od 360 stupnjeva